# Moschiola
Moschiola es un  género de mamíferos artiodáctilos de la familia Tragulidae. Se les encuentra en los bosques de India, Sri Lanka y posiblemente Nepal; a diferencia del género Tragulus los miembros de Moschiola, poseen manchas o rayas claras en la parte superior del cuerpo.
Tradicionalmente se reconocía una sola especie dentro del género Moschiola, pero en 2005 fue separado en tres especies:
- Moschiola indica
- Moschiola meminna
- Moschiola kathygre